# Liste des œuvres classées à Saint-Nicolas-du-Chardonnet
L'église Saint-Nicolas-du-Chardonnet a été classée aux monuments historiques le 10 février 1887.

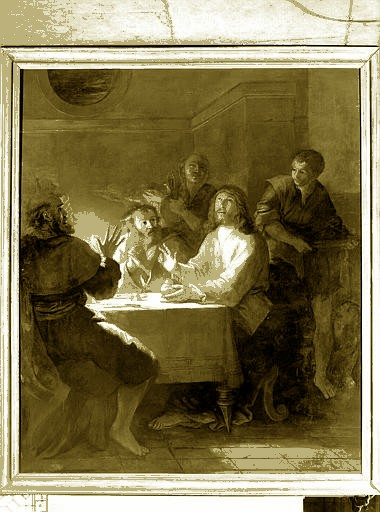
Les Pèlerins d'Emmaüs de Frère André fait partie des œuvres classées.

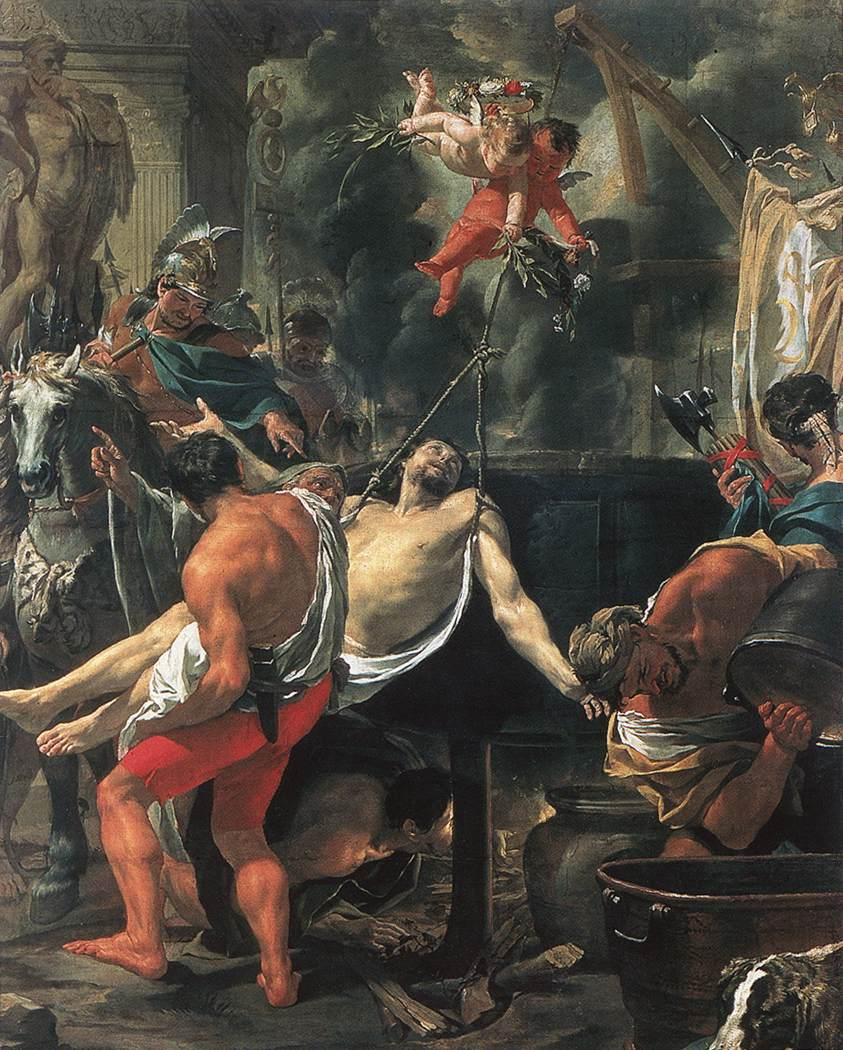
Le Martyre de saint Jean l’Évangéliste de Charles Le Brun fait partie des œuvres classées.

Le 20 février 1905, de nombreux tableaux et sculptures conservés dans cette église ont été classés aux monuments historiques à titre objet :
- le tableau Prédication de saint Clair peint par Jean-Alphonse Roehn[2]
- le tableau La Manne peint par Noël Nicolas Coypel[3]
- le tableau Sacrifice de Melchissédec peint par Noël Nicolas Coypel[4]
- le tableau Le Repos en Égypte peint par Jean-Jacques Lagrenée[5]
- le tableau Les Pèlerins d'Emmaüs peint par Jean-Paul d'André, dit Frère André[6]
- le tableau Le Baptême du Christ peint par Camille Corot[7]
- le tableau Le Baptême du Christ peint par Jean Restout[8]
- le tableau Le Martyre de saint Cyr et de sainte Julitte peint par Louis Durameau[9]
- le tableau Saint Charles en prières peint par Charles Le Brun[10]
- le tableau La Flagellation peint par Charles Le Brun[11] (se situe désormais à l'église Saint-Bernard de la Chapelle)
- le tableau Le Martyre de saint Jean l'Evangéliste attribué à Charles Le Brun[12]
- le tableau Jésus guérissant un malade[13]
- le tableau Le Bon Samaritain peint par Nicolas-René Jollain[14]
- le tableau La Peste de Milan peint par François-Guillaume Ménageot[15]
- le bas-relief La Mise au tombeau sculpté par Nicolas Legendre[16]
- les quatre bas-reliefs Le Triomphe de la Religion, Le Triomphe du Temps, Le Triomphe de la Gloire, Le Triomphe de la Mort reproductions des compositions originales sculptées par Jacques Sarrazin (1598-1660) pour le tombeau du Prince de Condé, dans l'église Saint-Paul-Saint-Louis et actuellement à Chantilly[17]
- le monument funéraire de Charles Le Brun et de sa femme Suzanne Butay sculpté par Antoine Coysevox[18]
- le monument funéraire de la mère de Charles Le Brun sculpté par Jean-Baptiste Tuby et Gaspard Collignon[19]
- le monument funéraire de Jérôme Bignon sculpté par François Girardon[20]
- la statue du Christ attribuée à Jean-Pierre Cortot[21]
- la statue de Saint Vincent de Paul, reproduction d'une statue existant dans l'église Saint-Thomas d'Aquin et due à Jean-Baptiste Stouf[22]
- deux reliquaires[23]
- le décor sculpté de la façade gauche sculpté par Nicolas Legendre[24]
- le buffet de l'orgue de tribune[25]

## Pour approfondir